# Kygo
Kyrre Gørvell-Dahll (phát âm tiếng Na Uy: ['ɕyʷ:ɾə 'gø:rvɛɫ̪ daːɫ̪]; sinh ngày 11 tháng 9 năm 1991), thường được biết đến qua nghệ danh Kygo (Kyrre Gorvell), là một DJ, nhà sản xuất thu âm, nhạc sĩ và nghệ sĩ người Na Uy. Anh thu hút được sự chú ý toàn cầu với bản remix bài hát "I See Fire" của Ed Sheeran, nhận được hơn 50 triệu lượt nghe trên SoundCloud và 65 triệu lượt xem trên YouTube cùng với đĩa đơn của anh "Firestone" nhận được 370 triệu lượt xem trên YouTube và 400 triệu lượt nghe trên dịch vụ stream nhạc trực tuyến Spotify, tính tới tháng 8 năm 2016.
Kygo đã phát hành một vài đĩa đơn, như "ID", "Stole the Show", "Here for You", và "Stay", đều được lọt vào một số bảng xếp hạng quốc tế. Album phòng thu đầu tay của Kygo, Cloud Nine, được phát hành ngày 13 tháng 5 năm 2016. Kygo đã làm nên lịch sử vào ngày 21 tháng 8 năm 2016 tại Thế vận hội Rio 2016, khi trở thành nhà sản xuất nhạc house đầu tiên biểu diễn tại một lễ bế mạc Thế vận hội. Anh cũng là nghệ sĩ thể loại nhạc house đầu tiên được biểu diễn tại Buổi hòa nhạc tại Lễ trao giải Nobel Hòa Bình.

## Cuộc đời và sự nghiệp

### Khởi đầu
Kygo sinh tại Singapore. Bố của anh, Lars Gørvell-Dahll, làm việc trong ngành công nghiệp hàng hải còn mẹ anh là một nha sĩ. Anh có một người anh trai kế, hai chị gái và một em trai cùng cha khác mẹ, tên là Sondre. Trong những năm còn trẻ của anh, anh "[đã] sống và [đã] du lịch cùng gia đình anh tới Brazil, Nhật Bản, Kenya và Ai Cập."
Kygo bắt đầu học piano khi mới 6 tuổi. Anh ngừng học piano khi anh được khoảng 15 hay 16 tuổi và bắt đầu sản xuất nhạc với Logic Studio và một bàn phím MIDI theo một vài video hướng dẫn trên YouTube. Khi anh quyết định theo đuổi âm nhạc trọn thời gian thì anh đã học được một nửa khoảng thời gian cho bằng kinh doanh và tài chính tại Đại học Heriot-Watt ở Edinburgh, Scotland.

### 2014: Đột phá

Kygo biểu diễn vào năm 2014

Ngày 1 tháng 12 năm 2014, anh phát hành đĩa đơn "Firestone", có sự hợp tác từ Conrad (tên viết tắt của Conrad Sewell), đã thu hút được sự công nhận trên toàn cầu và lọt vào nhiều bảng xếp hạng quốc tế. Sau khi nhận được hơn 80 triệu lượt xem trên YouTube và SoundCloud, Kygo đã được liên lạc bởi cả Avicii và Chris Martin của Coldplay để tạo một bản remix chính thức cho bài hát "Midnight". Anh cũng hỗ trợ cho Avicii tại lễ hội Findings Festival ở Oslo, Na Uy trong năm 2014. Vào ngày 19 tháng 9 năm 2014, Kygo được xác nhận sẽ thay thế Avicii trên sân khấu chính tại TomorrowWorld, do lo ngại về sức khỏe của Avicii.
Anh cũng được tạp chí Billboard phỏng vấn, trong đó anh nói về các bản remix của anh cho Diplo và Coldplay, và nói về các chuyến lưu diễn sắp tới tại Bắc Mỹ. Vào tháng 7 năm 2014, Kygo kết hợp với nhãn hiệu Electric Family để hợp tác sản xuất một vòng đeo tay trong đó 100% lợi nhuận sẽ được trao tặng cho Tổ chức Bác sĩ không biên giới. Trong cùng tháng đó, anh ký hợp đồng với hãng đĩa Sony International và Ultra Music.

### 2015–2016:Cloud Ninevà Kygo Life
Vào tháng 2 năm 2015, bài hát "ID" của Kygo được giới thiệu trong trailer chính thức của Ultra Music Festival. Bài hát này cũng được giới thiệu trong FIFA 16, một trò chơi điện tử nổi tiếng của EA Sports.
Vào tháng 8 năm 2015, Kygo trở thành nghệ sĩ mở đầu tại lễ hội Lollapalooza ở Chicago, một trong những lễ hội âm nhạc lớn nhất thế giới. Anh lần đầu tiên biểu diễn trên truyền hình Mỹ trên chương trình The Late Late Show with James Corden vào tháng 10 năm 2015.
Vào ngày 21 tháng 3 năm 2015, anh phát hành đĩa đơn thứ hai, "Stole the Show", tính tới 11 tháng 4 năm 2015, đã có hơn 1,4 triệu lượt stream trực tuyến. Vào ngày 31 tháng 7 năm 2015, anh phát hành đĩa đơn thứ ba, "Nothing Left", hợp tác cùng với Will Heard. "Nothing Left" đạt tới vị trí thứ nhất trên bảng xếp hạng Norwegian Singles Chart. Vào ngày 4 tháng 9 năm 2015, anh phát hành đĩa đơn thứ tư, "Here for You", hợp tác với Ella Henderson, trước đó đã được hé lộ là phiên bản có lời của bài hát "ID" đã được phát hành tại Ultra Music Festival.
Ba tháng sau, đĩa đơn thứ năm của anh, "Stay", được sản xuất cùng với người bạn là nhà sản xuất thu âm người Na Uy William Larsen và được hợp tác với Maty Noyes, được phát hành vào ngày 4 tháng 12 năm 2015.
Sau khi phát hành đĩa đơn này, Kygo thông báo sẽ tổ chức một chuyến lưu diễn quốc tế để quảng bá cho album phòng thu đầu tay của anh. Sau đó không lâu, anh tiết lộ album này sẽ được phát hành vào ngày 19 tháng 2 năm 2016, nhưng sau đó đã bị hoãn lại. Thay vào đó, anh phát hành một teaser của các bài hát mà anh đang làm việc có trong album này và phát hành nó qua SoundCloud.
Vào đầu tháng 3 năm 2016, Kygo chính thức công bố và xác nhận album phòng thu đầu tay của anh sẽ được phát hành ngày 13 tháng 5 năm 2016, với tựa đề Cloud Nine. Anh cũng thông báo sẽ phát hành ba đĩa đơn quảng bá sau khi phát hành album. Đĩa đơn đầu tiên trong số này, có tựa đề là "Fragile" được phát hành ngày 18 tháng 3 năm 2016, có sự hợp tác của Labrinth. Đĩa đơn thứ hai phát hành ngày 1 tháng 4 năm 2016, có tựa đề là "Raging", được sự hợp tác từ ban nhạc Ireland Kodaline và được đồng sáng tác bởi James Bay. Đĩa đơn thứ ba và cuối cùng được phát hành vào ngày 22 tháng 4 năm 2016 và được đặt tên là "I'm In Love", có sự hợp tác của James Vincent McMorrow.

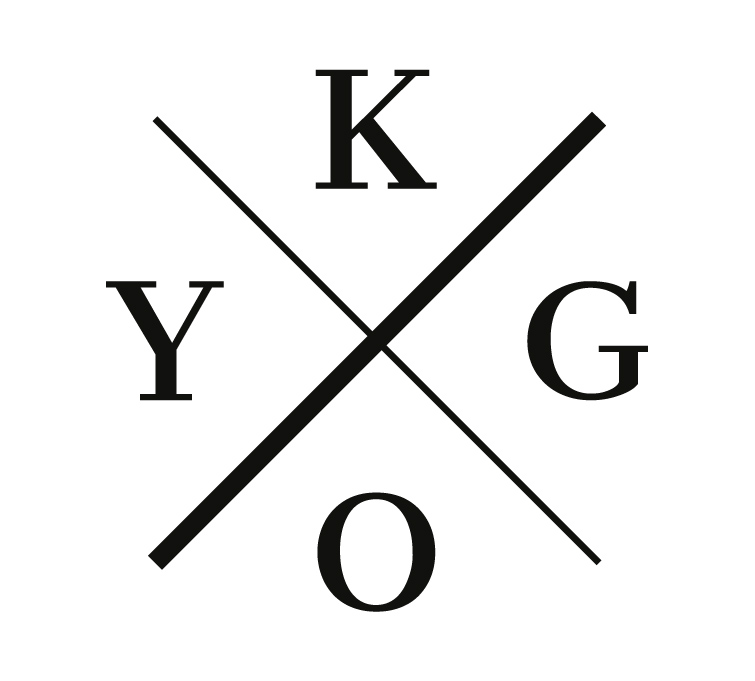
Logo của Kygo được giới thiệu vào năm 2013 (※)

Album phòng thu đầu tay của Kygo được phát hành ngày 13 tháng 5 năm 2016. Một số nghệ sĩ khác cùng hợp tác với Kygo trong album này bao gồm Parson James, Tom Odell, Kodaline, Conrad Sewell, John Legend, James Vincent McMorrow, Foxes, RHODES, Matt Corby, Maty Noyes, Julia Michaels và Angus and Julia Stone
Kygo ra mắt một nhãn hiệu mới có tên là Kygo Life vào ngày 17 tháng 8 năm 2016. Nhãn hiệu này gồm hai bộ sưu tập cả thời trang cao cấp và quần áo thường ngày, cùng với các loại thiết bị phần cứng như tai nghe. Kygo Life hiện tại mới chỉ có tại châu Âu.
Anh đã cùng biểu diễn bài hát "Carry Me" với ca sĩ và nhạc sĩ người Mỹ Julia Michaels tại lễ bế mạc Thế vận hội Mùa hè 2016 vào ngày 21 tháng 8 tại Sân vận động Maracanã ở Rio de Janeiro, trong một phần biểu diễn nhằm quảng bá dịch vụ mới Olympic Channel sẽ bắt đầu sau Thế vận hội.

### 2017–2018:StargazingvàKids in Love
Vào ngày 9 tháng 2 năm 2017, Kygo đăng tải một đoạn trích ngắn trong bài hát của anh hợp tác với nữ diễn viên và ca sĩ người Mỹ Selena Gomez. Cả hai đã chính thức xác nhận đĩa đơn có tựa đề "It Ain't Me" thông qua mạng xã hội vào ngày 13 tháng 2 năm 2017, sau đó được chính thức phát hành ngày 16 tháng 2 năm 2017. Bài hát là đĩa đơn đầu tiên từ EP đầu của Kygo, Stargazing.
Vào ngày 28 tháng 4 năm 2017, Kygo phát hành đĩa đơn thứ hai từ EP, "First Time", với ca sĩ người Anh Ellie Goulding.
Vào ngày 15 tháng 9 năm 2017, Kygo phát hành bản remix bài hát "You're The Best Thing About Me" của nhóm nhạc U2, được phát hành như một đĩa đơn hợp tác chung giữa hai bên.
Vào ngày 19 tháng 10 năm 2017, Kygo thông báo qua Facebook rằng album phòng thu thứ hai của anh sẽ có tên là Kids in Love, và sẽ được phát hành ngày 3 tháng 11. Ngày 20 tháng 10 năm 2017, anh phát hành đĩa đơn đầu tiên "Kids in Love" hợp tác với The Night Game. Một thời gian ngắn sau khi phát hành album, Kygo cũng công bố chuyến lưu diễn Kids In Love Tour. Vào ngày 16 tháng 3 năm 2018, Kygo phát hành "Remind Me to Forget", bài hát hợp tác với ca sĩ Mỹ Miguel, đĩa đơn thứ ba từ album sau "Stranger Things".
Vào tháng 6 năm 2018, Kygo công bố sản phẩm hợp tác của anh với ban nhạc rock Mỹ Imagine Dragons có tựa đề "Born to Be Yours".

## Đời sống cá nhân
Kyrre hiện đang hẹn hò với Maren Platou, được công chúng biết tới từ tháng 3 năm 2016. Anh là một người hâm mộ của câu lạc bộ bóng đá Manchester United.

## Hoạt động từ thiện
Vào tháng 6 năm 2016 NRK nói rằng Kygo đang "trao tặng 50 000 USD [...] từ lợi nhuận [của lễ hội của anh vào ngày 20 tháng 8]" tới Frank Mugisha; họ trích lời Kygo: "Mọi người nên được phép sống với thiên hướng tình dục của mình. Điều đó lại đang không xảy ra tại Uganda và ở một số nước khác khắp thế giới".

## Danh sách đĩa nhạc
Album phòng thu
- Cloud Nine (2016)
- Kids in Love (2017)
- Golden Hour (2020)

## Danh sách phim
Phim
| Năm  | Tựa đề         | Vai       | Thời lượng               | Ghi chủ                               | Tham khảo |
| ---- | -------------- | --------- | ------------------------ | ------------------------------------- | --------- |
| 2017 | Stole the Show | Chính anh | 51 phút (0 giờ, 51 phút) | Phim tài liệu do Apple Music sản xuất | [ 42 ]    |

Truyền hình
| Năm  | Tựa đề               | Vai       | Số tập           | Ghi chú                       | Tham khảo |
| ---- | -------------------- | --------- | ---------------- | ----------------------------- | --------- |
| 2015 | Bring On the Night   | Chính anh | 2 (mùa 1)        | Series phim tài liệu của VGTV | [ 43 ]    |
| 2015 | Nøkkelen til suksess | Chính anh | 1 (mùa 1, tập 4) | Series phim tài liệu của NRK  | [ 44 ]    |

## Lưu diễn
- Endless Summer Tour (2014)[45]
- Cloud Nine Tour (2016)[46]
- Kids in Love Tour (2018)[47]

## Giải thưởng và đề cử
| Năm  | Tổ chức                                                                        | Giải                                                                 | Dành cho                              | Kết quả      | Tham khảo     |
| ---- | ------------------------------------------------------------------------------ | -------------------------------------------------------------------- | ------------------------------------- | ------------ | ------------- |
| 2015 | YouTube Music Awards                                                           | YouTube Music Video Award                                            | "Stole the Show"                      | Đoạt giải    | [ 48 ]        |
| 2015 | Giải Âm nhạc châu Âu của MTV                                                   | Nghệ sĩ Na Uy xuất sắc nhất                                          | Kygo                                  | Đề cử        | [ 49 ]        |
| 2016 | International Dance Music Awards bởi Winter Music Conference                   | DJ đột phá xuất sắc nhất                                             | Kygo                                  | Đoạt giải    | [ 50 ]        |
| 2016 | International Dance Music Awards bởi Winter Music Conference                   | Nghệ sĩ đột phá xuất sắc nhất (Solo)                                 | Kygo                                  | Đoạt giải    | [ 50 ]        |
| 2016 | International Dance Music Awards bởi Winter Music Conference                   | Bài hát Chillout/Lounge xuất sắc nhất                                | "Stole the Show"                      | Đoạt giải    | [ 50 ]        |
| 2016 | Spellemannprisen '15                                                           | Årets Spellemann (Spellemann của năm)                                | Kygo                                  | Đoạt giải    | [ 51 ] [ 52 ] |
| 2016 | Spellemannprisen '15                                                           | Årets Nykommer & Gramostipend (Nghệ sĩ mới của năm & Học bổng Gramo) | Kygo                                  | Đề cử        | [ 51 ] [ 52 ] |
| 2016 | Spellemannprisen '15                                                           | Årets Musikkvideo (Video âm nhạc của năm)                            | "Stole the Show"                      | Đề cử        | [ 51 ] [ 52 ] |
| 2016 | Spellemannprisen '15                                                           | Årets Låt (Bài hát của năm)                                          | "Stole the Show"                      | Đoạt giải    | [ 51 ] [ 52 ] |
| 2016 | Spellemannprisen '15                                                           | Årets Låt (Bài hát của năm)                                          | "Firestone"                           | Đề cử        | [ 51 ] [ 52 ] |
| 2016 | Electronic Music Awards & Foundation * Chưa có kết quả do lễ trao giải bị hoãn | Nghệ sĩ mới xuất sắc nhất                                            | Kygo                                  | Chưa công bố | [ 53 ]        |
| 2016 | Electronic Music Awards & Foundation * Chưa có kết quả do lễ trao giải bị hoãn | Đĩa đơn của năm                                                      | "Stole the Show"                      | Chưa công bố | [ 53 ]        |
| 2016 | Spellemann & Music Norway                                                      | Eksportprisen '15 (Giải Export '15)                                  | Kygo                                  | Đoạt giải    | [ 54 ]        |
| 2016 | Giải Âm nhạc châu Âu của MTV                                                   | Nghệ sĩ Na Uy xuất sắc nhất                                          | Kygo                                  | Đề cử        | [ 55 ]        |
| 2016 | NRJ Music Awards                                                               | DJ de l’année (DJ của năm)                                           | Kygo                                  | Đề cử        | [ 56 ]        |
| 2017 | Spellemannprisen '16                                                           | Popsolist (Nghệ sĩ pop solo)                                         | Cloud Nine                            | Đề cử        | [ 57 ]        |
| 2017 | Spellemannprisen '16                                                           | Årets Låt (Bài hát của năm)                                          | "Stay"                                | Đề cử        | [ 57 ]        |
| 2017 | WDM Radio Awards                                                               | Tài năng mới xuất sắc nhất                                           | Kygo                                  | Đề cử        | [ 58 ]        |
| 2017 | Giải thưởng âm nhạc Billboard                                                  | Album dance/điện tử hàng đầu                                         | Cloud Nine                            | Đề cử        | [ 59 ]        |
| 2017 | Teen Choice Awards                                                             | Bài hát hợp tác được yêu thích                                       | "It Ain't Me" (cùng với Selena Gomez) | Đề cử        | [ 60 ]        |
| 2017 | Teen Choice Awards                                                             | Bài hát điện tử/dance được yêu thích                                 | "It Ain't Me" (cùng với Selena Gomez) | Đề cử        | [ 61 ]        |
| 2017 | Giải Video âm nhạc của MTV                                                     | Video nhạc dance xuất sắc nhất                                       | "It Ain't Me" (cùng với Selena Gomez) | Đề cử        | [ 62 ]        |
| 2017 | Nickelodeon Colombia Kids' Choice Awards                                       | Colaboración Favorita (Bài hát hợp tác được yêu thích nhất)          | "It Ain't Me" (cùng với Selena Gomez) | Đề cử        | [ 63 ]        |
| 2017 | Nickelodeon Mexico Kids' Choice Awards                                         | Colaboración Favorita (Bài hát hợp tác được yêu thích nhất)          | "It Ain't Me" (cùng với Selena Gomez) | Đề cử        | [ 64 ]        |
| 2017 | Nickelodeon Argentina Kids' Choice Awards                                      | Colaboración Favorita (Bài hát hợp tác được yêu thích nhất)          | "It Ain't Me" (cùng với Selena Gomez) | Đề cử        | [ 65 ]        |
| 2017 | LOS40 Music Awards                                                             | Nghệ sĩ quốc tế của năm                                              | Kygo                                  | Đề cử        | [ 66 ]        |
| 2017 | LOS40 Music Awards                                                             | Video quốc tế xuất sắc nhất                                          | "It Ain't Me" (cùng với Selena Gomez) | Đoạt giải    | [ 66 ]        |
| 2017 | Giải Âm nhạc châu Âu của MTV                                                   | Nghệ sĩ Na Uy xuất sắc nhất                                          | Kygo                                  | Đề cử        | [ 67 ]        |
| 2018 | Spellemannprisen '17                                                           | Årets Låt (Bài hát của năm)                                          | "It Ain't Me" (cùng với Selena Gomez) | Đề cử        | [ 68 ]        |
| 2018 | WDM Radio Awards                                                               | Bài hát quốc tế xuất sắc nhất                                        | "It Ain't Me" (cùng với Selena Gomez) | Đề cử        | [ 69 ]        |
| 2018 | WDM Radio Awards                                                               | DJ nhạc deep house xuất sắc nhất                                     | Kygo                                  | Đề cử        | [ 69 ]        |
| 2018 | Giải thưởng âm nhạc Billboard                                                  | Nghệ sĩ nhạc dance/điện tử hàng đầu                                  | Kygo                                  | Đề cử        | [ 70 ]        |
| 2018 | Giải thưởng âm nhạc Billboard                                                  | Album nhạc dance/điện tử hàng đầu                                    | Stargazing                            | Đề cử        | [ 70 ]        |
| 2018 | Giải thưởng âm nhạc Billboard                                                  | Bài hát nhạc dance/điện tử hàng đầu                                  | "It Ain't Me" (cùng với Selena Gomez) | Đề cử        | [ 70 ]        |